# The War Wagon
The War Wagon (svensk premiärtitel: Pansar-diligensen) är en amerikansk westernfilm från 1967 i regi av Burt Kennedy och med John Wayne och Kirk Douglas i huvudrollerna. Den är baserad på romanen Badman av Clair Huffaker, som också skrev filmens manus.

## Medverkande
| John Wayne           | – Taw Jackson       |
| Kirk Douglas         | – Lomax             |
| Howard Keel          | – Levi Walking Bear |
| Robert Walker        | – Billy Hyatt       |
| Keenan Wynn          | – Wes Fletcher      |
| Bruce Cabot          | – Pierce            |
| Joanna Barnes        | – Lola              |
| Valora Noland        | – Kate              |
| Marco Antonio Arzate | – Wild Horse        |
| Gene Evans           | – deputyn           |